# 塔菲尤爾山脈
62°12′42″N 07°44′41″E / 62.21167°N 7.74472°E

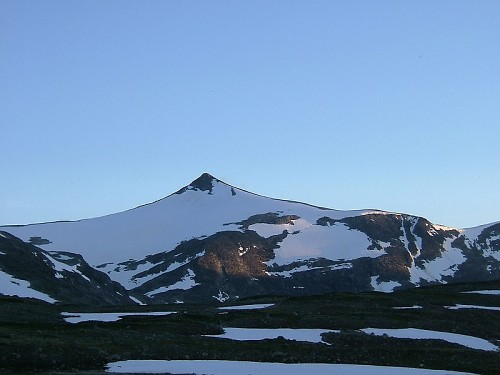

塔菲尤爾山脈是挪威的山脈，位於該國東南部，橫跨內陸郡和默勒-魯姆斯達爾郡接壤的邊界，最高點普特加峰海拔高度1,999米。